# Poljana (Preko)
Poljana (olaszul: Pogliana) falu Horvátországban Zára megyében. Közigazgatásilag Prekóhoz tartozik.

## Fekvése
Zárától légvonalban 5 km-re délnyugatra, Ugljan szigetének közepén, községközpontjától 1 km-re északnyugatra, a sziget északkeleti partján Zárával szemben fekszik. A tengerparton már összeépült a szomszédos Prekoval. Egyik oldalon a Sveti Petar-félsziget az azonos titulusú középkori templomocskával és házsorokkal, a másik oldalon a mai napig is művelt kertek határolják. A zöldség és gyümölcstermesztést a kutak és források bősége, valamint a napos órák nagy száma teszi sikeressé.

## Története
Ugljan szigete a régészeti leletek tanúsága szerint már a kőkorszak óta lakott. Első lakói az illírek egyik törzse a liburnok voltak. Erődített településeik maradványai a Celinjak, Kuranj és Sv. Mihovil nevű magaslatokon (i. e. 4. század) ma is láthatók. A sziget római betelepítése az i. e. 1. századra tehető. Első ismert említése a neves római írótól Pliniustól származik „Lissa” alakban. A rómaiak több villagazdaságot is építettek a szigeten, ezek közül mintegy tíznek máig fennmaradtak a romjai. Közülük a legjelentősebbek a Supetar-fok felé a Gospodski nevű halmon és a Muline-öbölnél Stivonon találhatók, ahol fennmaradt az olajbogyó feldolgozásához épített római malom romja is. A középkorban zárai nemesi családok birtoka volt, akik felépítették saját udvarházaikat, gazdaságaikat. Területe Zárához tartozott, majd 1409-től a várossal együtt a Velencei Köztársaság része lett. A 18. század végén Napóleon megszüntette a Velencei Köztársaságot. Ugljan szigete 1797 és 1805 között Habsburg uralom alá került, majd az egész Dalmáciával együtt a Francia Császárság része lett. 1815-ben a bécsi kongresszus újra Ausztriának adta, amely a Dalmát Királyság részeként Zárából igazgatta 1918-ig. A településnek 1857-ben 437, 1910-ben 728 lakosa volt. Az első világháborút követően előbb a Szerb-Horvát-Szlovén Királyság, majd Jugoszlávia része lett. Az 1970-es évektől a több munkalehetőség miatt sok fiatal vándorolt ki, illetve költözött a nagyobb városokba és vándorolt ki az Egyesült Államokban és Ausztráliában is. A falunak 2011-ben 294 lakosa volt, akik hagyományosan mezőgazdasággal (főként olívatermeléssel), halászattal és újabban turizmussal foglalkoznak. A kiépített strandok a település partjának szinte teljes hosszában találhatók, mellettük sétányok, kerékpárutak vannak kiépítve. At éttermekben hely különlegességekkel is szolgálnak. A „Bobac“ sportközpont labdarúgó, kosárlabda és teniszpályáival számos sport gyakorlását teszi lehetővé.

## Lakosság
| Lakosság változása | Lakosság változása | Lakosság változása | Lakosság változása | Lakosság változása | Lakosság változása | Lakosság változása | Lakosság változása | Lakosság változása | Lakosság változása | Lakosság változása | Lakosság változása | Lakosság változása | Lakosság változása | Lakosság változása | Lakosság változása |
| ------------------ | ------------------ | ------------------ | ------------------ | ------------------ | ------------------ | ------------------ | ------------------ | ------------------ | ------------------ | ------------------ | ------------------ | ------------------ | ------------------ | ------------------ | ------------------ |
| 1857               | 1869               | 1880               | 1890               | 1900               | 1910               | 1921               | 1931               | 1948               | 1953               | 1961               | 1971               | 1981               | 1991               | 2001               | 2011               |
| 437                | 495                | 534                | 642                | 744                | 728                | 900                | 803                | 848                | 843                | 713                | 694                | 448                | 448                | 270                | 294                |

## Nevezetességei
- A Sveti Petar félszigeten áll a Szent Péter tiszteletére szentelt kis templom, amelyet a 13. században építettek. Védett kulturális örökség. A homlokzat feletti harangépítményben egy harang látható.
- A település felett a 265 méter magas azonos nevű magaslaton állnak a Mihály arkangyal erőd maradványai. A mai erődöt 6. századi elődje helyén a sziget stratégiailag fontos pontján építették. Jelentős szerepet játszott a Zára és a Velencei Köztársaság közötti 1345-ben és 1346-ban dúlt háborúban. Egy bencés kolostor is állt itt Szent Mihály tiszteletére szentelt templomával, melyet legkésőbb a 12. században építettek a kora középkori erődítmény helyén és a 15. századig működött. A ma is látható falakat a 14. század végén, vagy a 15. század elején emelték a zárai Bilšić testvérek és Nikola Arbusjanić kőműves mesterek.[5] A vár jelentős romjait ma kedvelt kirándulóhelyként tartják számon, ahonnan felejthetetlen látvány nyílik Zára városára és a város előtti öbölre, valamint a zárai szigetvilág több mint kétszáz kisebb-nagyobb szigetére a Kornati Nemzeti Parkkal. A vártól sziklás út vezet a sziget legmagasabb pontjához az északnyugatra fekvő 288 méter magas Šćahhoz.